# Люксвауде
Люксвауде (нід. Luxwoude) — село в нідерландській провінції Фрисландія. Входить до муніципалітету Опстерланд.
Його площа становить 5,07км², а населення станом на 2021 рік складало 430 осіб.
Перша згадка про населений пункт датується 1315 роком.